# كفر (لبنان)
كفر هي إحدى القرى اللبنانية من قرى قضاء صيدا في محافظة الجنوب.